# Олдфилд, Майк
Майкл Го́рдон О́лдфилд (англ. Michael Gordon Oldfield; р. 15 мая 1953, Рединг, Беркшир) — британский мультиинструменталист и композитор.
Наиболее известен дебютный альбом Майкла Олдфилда «Tubular Bells», главная тема из которого была использована в фильме ужасов «Изгоняющий дьявола» и получила Grammy как лучшая инструментальная композиция (1974). Новаторский подход к процессу звукозаписи и уникальное звучание его немного перегруженных гитар, наряду с частым использованием вибрато и значительным количеством монтажных склеек и наложений разнообразных инструментов, сделало стиль Олдфилда узнаваемым и неповторимым. Tubular Bells была первой пластинкой, выпущенной на лейбле Virgin Records, что в итоге стало толчком к построению бизнес-империи Ричарда Брэнсона.
Майк Олдфилд известен не только своими инструментальными работами, но и написанием ряда популярных песен, среди которых «Moonlight Shadow» и «To France» с вокалом Мэгги Райлли. Среди русскоязычной аудитории наиболее известен отрывок из его композиции «The Wind Chimes» (альбом Islands), использовавшийся в финальных титрах телепрограммы «Клуб путешественников».

## Биография

### 1953—1967: ранние годы
Майкл Гордон Олдфилд родился в семье Раймонда Олдфилда, врача общей практики (general practitioner), англичанина, и Морин Листон — медсестры, ирландки по национальности. Дед по материнской линии участвовал в Первой мировой войне, откуда вернулся с нарушенной психикой. Майк был третьим ребёнком в семье, у него есть сестра Салли (род. 1947) и брат Терри (род. 1949). Примерно до восьми лет детство Майка Олдфилда было безоблачным, но затем у четы появился четвёртый ребёнок, Дэвид, родившийся с синдромом Дауна. Дэвид умер через год, что стало причиной психологических проблем матери. Её состояние постепенно ухудшалось, и отцу временами приходилось помещать её на лечение в психиатрическую больницу. С тех пор Майк начал находить убежище от семейных проблем в музыке.
Майк рос в окружении, способствующем развитию музыкальных способностей. Его бабушка играла на пианино, а до Второй мировой войны работала пианисткой в пабе. После смерти бабушки её пианино перешло к семье Олдфилдов. Отец иногда пел песни под гитару. Мать любила рассказывать длинные эпические ирландские сказания, что несомненно сказалось на увлечении Майка фолк-музыкой. В семь лет Олдфилд увидел по телевизору игру гитариста Берта Уидона и попросил родителей купить ему гитару. Отец научил его нескольким простейшим аккордам. Брат и сестра тоже увлекались музыкой и в дальнейшем стали вполне состоявшимися исполнителями.

### 1968—1972: начало карьеры, создание демо Tubular Bells
Увлекшись игрой на гитаре, Майк Олдфилд уже в возрасте 9 лет начал выступать в местных фолк-клубах, исполняя инструментальную музыку, которую сам и сочинял. По достижении 15-летнего возраста Майк получил законные основания бросить ненавистную ему школу, и вместе со свой сестрой Салли организовал фолк-дуэт «Sallyangie».
Группа записала несколько синглов и альбом Children of the Sun, после чего последовал небольшой концертный тур. В 1968 году дуэт распался и Майк вместе с братом Терри организовали новую группу — Barefoot, которая также просуществовала меньше года. В 1970 году Олдфилд присоединяется к Кевину Эйерсу и группе The Whole World в качестве бас-гитариста. В составе группы также был Дэвид Бедфорд, который впоследствии стал помощником Майка в его сольной карьере. Олдфилд участвовал в записи двух альбомов этого коллектива и активно гастролировал.
Кевин Эйерс часто работал в знаменитой студии Abbey Road, что позволило Майку обучиться азам сведения музыки. Одновременно с записью материала для The Whole World, он имел возможность наблюдать за работой Пола Маккартни, который играл на всех необходимых инструментах сам. В юности Майк очень хотел быть похожим на таких гитаристов как Джон Ренборн, Берт Дженш, слушал классических и фламенко гитаристов, а также любил симфонии и концерты для пиано. Он любил Мориса Равеля, Ханса-Иоакима Роделиуса, Бартока, Стравинского и одновременно Led Zeppelin и Стиви Уандера. Всё вместе взятое привело Майка к идее создать свою собственную инструментальную музыку. Юному музыканту удалось позаимствовать у Кевина Эйерса хороший магнитофон и создать качественную демонстрационную запись будущего альбома. В надежде выпустить свою музыку, он приносил демозапись на прослушивание к боссам различных звукозаписывающих компаний, но везде ему отказывали, порой в довольно грубой форме, и лишь в Mercury Records посоветовали добавить к музыке слова, что было неприемлемо для Майка.
В 1971 году группа распалась и Майк вынужден был искать новое место. Олдфилд устроился к Алексу Харви в качестве ритм-гитариста, получая за это 20 фунтов стерлингов в неделю. Кроме того, он подрабатывал музыкантом в оркестровой яме, во время представлений мюзикла Hair. У него не хватало денег на самое необходимое и однажды Майк был вынужден украсть несколько картофелин с овощного рынка. Узнав, что в СССР государство предоставляет музыкантам работу и студию для записей, он серьёзно задумывался об обращении в советское посольство.
Единственным человеком, которого заинтересовало творчество музыканта, оказался звукоинженер только что построенной в тот момент студии The Manor, Том Ньюман. Майк Олдфилд дал ему послушать своё демо, когда в сентябре 1971 года записывался в The Manor в качестве сессионного бас-гитариста Артура Льюиса. Том Ньюман был так впечатлён музыкой Майка, что посоветовал её Саймону Дрэйперу, компаньону Ричарда Брэнсона — в то время являвшегося хозяином студии и нескольких магазинов по продаже грампластинок по сниженным ценам. Саймон Дрэйпер, который являлся тонким ценителем музыки, предложил Ричарду основать свой собственный лейбл и первым релизом компании сделать именно работу Майка Олдфилда. Брэнсон заключает контракт с Майком, скопировав его с контракта знакомой певицы Сэнди Денни, так как даже не знал, что должен включать в себя контракт исполнителя.
Работа над альбомом Олдфилда началась в студии The Manor в сентябре 1972 года. Первая часть альбома была записана за неделю, вторая — за несколько месяцев, так как Майку приходилось работать только в то время, когда студия была свободна. Олдфилд сам сыграл практически на всех инструментах, использовав также около 2300 магнитофонных обрывков для всевозможных наложений.

### 1973—1978: дебютные альбомы
Первый официальный релиз компании Virgin Records V2001 «Tubular Bells» вышел 25 мая 1973 года. Радиоведущий Джон Пил в эфире BBC Radio One поставил альбом целиком, а на страницах The Listener разместил рецензию, где охарактеризовал Tubular Bells как «пластинку невероятной силы, энергии и настоящей красоты». Такая реклама от признанного мэтра дала толчок продажам альбома. Tubular Bells был представлен в лондонском Queen Elizabeth Hall 28 июня. Критики и публика приняли абсолютно новую музыку с большим энтузиазмом. Популярности Tubular Bells в остальном мире способствовало использование его фрагментов в знаменитом фильме «Изгоняющий дьявола». После этого альбом ворвался на верхние строчки мировых чартов. Продажи альбома зашкаливали — свыше 2 миллионов копий за год и около 16 миллионов копий на сегодняшний день. Всего Tubular Bells продержался в британском чарте 279 недель, из которых 13 недель он был в первой десятке. За свою почти тридцатилетнюю историю он несколько раз возвращался в британский чарт, причём в каждом десятилетии. Последний раз это произошло в 2012 году. После Церемонии открытия Олимпийских игр в Лондоне альбом достиг 66 места. После успеха альбома Майк удалился в сельскую глубинку, чтобы избежать назойливого внимания шоу-бизнеса. До 1978 года музыкант практически не появлялся на публике и очень редко давал интервью.
Hergest Ridge, вышедший в 1974 году, немедленно возглавил хит-парад Великобритании и доказал, что Майк Олдфилд не стал музыкантом-однодневкой. Название пластинки произошло от названия холмистой местности на границе Уэльса и Англии, где как раз скрывался от всеобщего внимания музыкант. Интересный факт — Hergest Ridge оказался первым альбомом Олдфилда, возглавившим британские чарты, но вскоре был смещен оттуда альбомом Tubular Bells. Майк стал третьим в истории музыкантом, после Пола Маккартни и Боба Дилана, вытеснившим себя самого с первого места британского хит-парада.
Вышедший в 1975 году третий альбом композитора Ommadawn продемонстрировал, что Майк скомбинировал лучшие элементы обоих предшественников. Альбом получился великолепным и был назван «шедевром века», а Майка пресса нарекла «Волшебником тысячи наложений». В следующие три года был выпущен лишь четырёхдисковый сборник Boxed, содержащий все три альбома, которым Майк придал немного другое звучание и дополнил небольшими вставками.
В 1978 году Майк Олдфилд вышел из затворничества, представив свой новый двойной альбом Incantations Именно тогда Майк удивил музыкальную прессу и своих фанатов короткими волосами и несколькими довольно агрессивными интервью. Дело в том, что музыкант прошёл известный в то время курс психотерапии Exegesis, чтобы избавиться от застенчивости. Итак, Майк изменился и, чтобы доказать это, отправился в турне в сопровождении огромной труппы музыкантов в количестве около 80 человек и большим количеством оборудования. Хотя почти все концерты прошли с аншлагом, тур, в силу гигантских организационных расходов, оказался убыточным и был завершён с долгом, который Майк выплачивал в течение следующих 10 лет. Фрагменты этого тура вошли в двойной альбом Exposed.

### 1979—1989: коммерческая музыка
Вышедший в 1979 году Platinum начал целую череду альбомов со схожей концепцией — длинная инструментальная композиция на первой стороне пластинки и четыре небольших песен или инструменталов — на другой. На этом альбоме впервые появились каверы на других исполнителей — «North Star» Филипа Гласса и «I Got Rhythm» Айры и Джорджа Гершвина. Затем последовал тур в поддержку альбома. На этот раз Майка сопровождали только 11 человек, что позволило закончить тур без убытков.
В 1980 году вышел следующий диск композитора Queen Elizabeth II (QE2), быстро ставший «золотым». Альбом не содержал длинной инструментальной композиции, заполнявшей всю сторону пластинки. Taurus I — самый длинный трек на диске — звучит около 10 минут. Опять были представлены композиции других музыкантов — Arrival (ABBA) и Wonderful Land (The Shadows). В марте 1981 Майк отправляется в новое европейское турне в сопровождении 5 музыкантов. В каждой стране в концерт включалась какая-то национальная мелодия — «O Sole Mio» (Ливорно, Италия), «Blue Danube» (Вена) и «The Royal Wedding Anthem» в Портсмуте и Лондоне. В Лондоне Майк был удостоен звания «Почетный гражданин Лондона», что по средневековой традиции давало ему право прогонять стада своих овец через лондонские мосты, а в случае тяжкого преступления против королевства быть повешенным на шелковой верёвке.
Следующий альбом Five Miles Out опять включал длинные инструментальные композиции — Taurus 2 занял всю первую сторону пластинки, а Orabidoo — половину второй стороны. Дополнили вторую сторону такие хиты как Five Miles Out и Family Man. Титульная песня посвящена драматическому эпизоду, случившемуся в предыдущем туре Майка, когда он и его группа на маленьком самолёте попали в страшный шторм. Диск стал наиболее коммерчески успешным со времен Ommadawn.
Альбом Crises, вышедший в 1983 году, считается одним из самых лучших у Майка. Композиции Moonlight Shadow и Shadow On The Wall сразу стали хитами. Затем последовал очередной европейский тур, увенчанный концертом на знаменитой Wembley Arena, отметивший десятилетний юбилей творчества Майка.
Для записи своего следующего альбома Discovery Майк отправился в швейцарские Альпы. Результатом стали 7 песен и одна инструментальная композиция. Наибольшую известность получила композиция To France с великолепным вокалом Мэгги Райлли. Discovery-тур, последовавший далее, включил в себя более 50 концертов, из них 20 — в Германии. В 1985 году Майк закончил писать саундтрек к фильму The Killing Fields. Музыка, написанная с помощью старого друга Дэвида Бедфорда, была мистическая и очень волнующая. Альбом сильно отличается от других работ композитора и находится на грани авангарда.
После выхода The Killing Fields у Майка случился очередной приступ затворничества и в течение 2 лет было выпущено лишь два сингла с одинаковым форматом: поп песня на первой стороне и инструментальная композиция на другой. Это было вызвано тем, что в личной жизни музыканта произошли большие изменения. Майк расстался со своей женой Салли Купер. К записи новой пластинки была привлечена норвежка Анита Хегерланн, как раз и ставшая новой подругой Майка. Альбом Islands был холодно встречен прессой и имел довольно низкие продажи, хотя 21-минутная инструментальная композиция The Wind Chimes заслуживает всяческого внимания. На этот трек было снято прекрасное видео в полную длину композиции. Над альбомом работало 4 сопродюсера (один из них — будущий основатель Enigma Мишель Крету) и 5 вокалистов, включая знаменитую Бонни Тайлер.
В 1989 году вышел Earth Moving, примечательный тем, что в альбоме не оказалось ни одной инструментальной композиции. Майк использовал 6 вокалистов для записи десяти песен. Это объясняется тем, что Virgin Records была заинтересована в коммерческой музыке. Отношения между Virgin и Олдфилдом, и без того не очень хорошие, ухудшились окончательно. Майк не был доволен своим контрактом, подписанным ещё в 1973 (по которому он должен написать 13 студийных альбомов).
В 1990 году на свет появился Amarok. Этот альбом — полное возвращение к инструментальной музыке и содержит в себе одну композицию длиной 60 минут. Этот диск подтвердил репутацию Майка как мультиинструменталиста. Музыкант сам сыграл на более чем шестидесяти инструментах, включая такие «инструменты» как башмаки, ложки, ногти и т. д. Продажи альбома были провальными, а критики так и не определились с его оценкой. Фанаты же Олдфилда были просто в восторге. На 48 минуте в альбоме азбукой Морзе выстукивается «послание» Ричарду Брэнсону, главе Virgin: «Fuck off, RB!». Однако сам Ричард Брэнсон об этом до сих пор не знает.
Heaven’s Open, последний необходимый альбом для завершения контракта с Virgin, вышел в 1991 году Конфликт между Олдфилдом и Брэнсоном проявился и здесь: в композиции Make, Make музыкант критикует погоню Virgin за коммерческим успехом за счёт оригинальности музыки. Также альбом примечателен тем, что впервые Олдфилд спел сам. Для этого он в течение шести месяцев брал уроки вокала у Хелены Шенель, обучавшей таких певцов как Джордж Майкл, Питер Гэбриэл и Пол Янг. Голос композитора можно услышать в песне Heaven’s Open.

### 1990—1999: возвращение к истокам
Сразу после выхода этого альбома Майк подписывает контракт с WEA Records и на шесть месяцев уезжает в Лос-Анджелес для записи нового альбома. Майк давно хотел записать продолжение своего дебютного альбома, но не хотел, чтобы прибыль от него досталась Virgin. Премьера альбома Tubular Bells II состоялась 4 сентября 1992 году в старинном эдинбургском замке. Комбинация великолепной музыки, энтузиазм фанатов (увидевших Майка впервые за 8 лет) и вдохновляющий финал с огромным фейерверком сделали этот концерт одним из самых запоминающихся в карьере музыканта. Шоу было записано на видео и с тех пор неоднократно транслировалось по всему миру. Не вошедший в альбом трек Tubular Bells X стал главной темой к культовому сериалу «Секретные материалы».
Tubular Bells II имели большой коммерческий успех и к настоящему времени продано свыше 2 миллионов копий альбома. После выхода диска последовал мировой тур, посвященный 20-летней годовщине Tubular Bells, кульминацией которого стали четыре концерта в лондонском Albert Hall.
Два года спустя The Songs Of Distant Earth сломал все шаблоны музыкальной индустрии — он стал первым коммерческим альбомом, включившим в себя элементы виртуальной реальности. Сам же альбом был основан на одноимённом романе английского писателя-фантаста Артура Кларка. Роман так понравился Майку, что он решил записать альбом, посвященный ему. Он встретился с Кларком и получил разрешение на это. Когда демоверсия была готова, музыкант отослал её писателю. Музыка очень впечатлила Кларка, и он даже написал вступительную статью к буклету диска. Альбом получился очень необычным для Майка, и это сказалось на продажах — они были довольно низкими. Видео на Let There Be Light, выпущенное в 1995 году в цифровой форме, было очень впечатляющим и получило приз за оригинальность спецэффектов. В это же время именем «5656 Oldfield» была названа малая планета.
В 1996 году Майк выпускает диск Voyager — собрание десяти инструментальных композиций в кельтском духе. Семь из десяти треков являются переработками старинных ирландских и шотландских мотивов, а три новые композиции — стилизованны под них. Альбом получился очень спокойным и расслабляющим и открыл новую грань таланта мультиинструменталиста. В том же году Олдфилд переезжает на Ибицу, в спроектированный им самим дом.
Следующий альбом — Tubular Bells III, появившийся в 1998 году, был навеян Майку кассетой с записью клубной музыки, которую ему дал послушать друг. Впервые у Майка появились жесткие ритмы, хотя и всего лишь в двух композициях. Первая композиция практически является диджейским ремиксом на оригинальные Tubular Bells. Альбом был представлен «живьем» в Лондоне и был записан на видео.
Выпущенный в 1999 году Guitars является возвращением к корням творчества Майка — гитаре. Все музыкальные партии, включая даже ударные, были сыграны с помощью различных гитар. Летом этого же года последовал большой тур по Европе, параллельно с работой Майка над новым проектом, посвященному концу второго тысячелетия. Этот альбом — The Millennium Bell, был представлен 31 декабря 1999 году в Берлине и сопровождался грандиозным прожекторным шоу. Сам альбом содержит 11 музыкальных кусочков, навеянных различными историческими событиями, такими как рождение Христа, становление постиндустриального общества или открытие Америки.

### 2000—2018: настоящее время

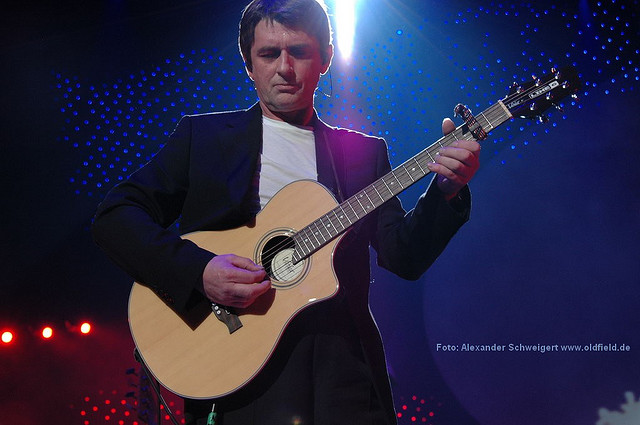
Майк Олдфилд 24 декабря 2006 года в Festhalle во Франкфурте

В 2000-х годах Майк усиленно занимался работой над созданием музыкальной виртуальной реальности, которую он начал ещё в 1995 году. Созданная Олдфилдом и его командой виртуальная реальность напоминает симулятор полета над вымышленным трехмерным миром. После окончания работы над проектом Майк пошёл по компьютерным фирмам предлагать свою игру. Однако ни одна компания не заинтересовалась ей. Все посчитали, что игра, в которой не нужно стрелять и не нужно ничего собирать, не вызовет интереса у покупателей. И тогда Майк принимает решение сделать игру частью своего нового альбома.
Альбом Tr3s Lunas вышел в начале 2002 года и состоит из двух дисков. Первый диск — собственно музыка, второй — диск CD-ROM с демоверсией игры. В этом же году вышел бутлег Tres Lunas 2, куда вошли треки из самой игры.
В 2003 году вышел перезаписанный в цифровом виде альбом Tubular Bells. Этот ре-релиз приурочен к тридцатилетней годовщине выхода легендарного альбома, а также юбилею самого Майка. Альбом вышел в нескольких вариантах, в том числе и в формате DVD-Audio 5.1.
После этого Олдфилд выпускает продолжение своей игры — «Maestro», а также двойной альбом «Light & Shade», продолжающий линию «Tres Lunas». Полные версии игр сейчас абсолютно бесплатно можно скачать на фан-сайте tubular.net.
После таких экспериментов Майк резко меняет курс и обращается к симфонической музыке — в 2008 году выходит альбом Music Of The Spheres, в записи которого принял участие Карл Дженкинс. В 2009 году эта работа заняла 1-е место в UK Classical Chart, и была номинирована в номинации лучший альбом года Classical BRIT Awards.
Спустя долгие годы к Майку Олдфилду вернулись все права на альбомы, выпущенные на лейбле Virgin Records. Майк и Mercury договариваются о том, что все эти альбомы будут переизданы с дополнительными бонусами. Уже 8 июня 2009 года вышло коллекционное переиздание Tubular Bells в 4-х различных версиях. 4 и 7 июня 2010 года, так же в 4-х различных версиях вышли переиздания Hergest Ridge и Ommadawn, заново ремикшированные самим Олдфилдом. 25 июля 2011 года последовало переиздание альбома Incantations в 3-х различных версиях (включая винил). 23 июля 2012 года в магазины поступили переиздания альбомов Platinum и QE2, компиляция хитов Two Sides: The Very Best of Mike Oldfield и сборник Classic Selection (шесть первых альбомов: от Tubular Bells до QE2).
С 2009 года Майк Олдфилд стал жить на Багамских островах, куда он переехал из Мальорки. После переезда творческая активность Олдфилда несколько снизилась. В интервью для BBC Radio 6 в июле 2011 года, Майк Олдфилд заявил, что не исключает возможности создания нового альбома и проведения концертов, но пока о чём-то конкретном рано говорить. Из такого состояния музыканта вывело предложение Дэнни Бойла об участии в грандиозном шоу в честь открытия Олимпийских игр в Лондоне. 27 июля 2012 года Майк Олдфилд выступил на церемонии открытия XXX летних Олимпийских игр, во время которой исполнил отрывки из своих знаковых композиций — Tubular Bells, Far Above The Clouds, In Dulci Jubilo. Это событие стало мощным источником вдохновения для композитора. В Лондоне Майк дал ряд интервью, в которых заявил, что работает над новым альбомом. 11 октября 2013 года был анонсирован новый альбом «Man On The Rocks». Релиз альбома был намечен на 27 января 2014 года, но позднее перенесён на 3 марта. Вокал во всех песнях альбома исполнил молодой Люк Спиллер — фронтмен из группы The Struts. «Man On The Rocks» стал ещё одним альбомом Майка Олдфилда, вошедшим в Top 20 чартов многих европейских стран.
Сразу после выхода «Man On The Rocks» Олдфилд заявил, что уже работает над следующим альбомом — «приквелом» Tubular Bells. Однако, в дальнейшем решил назвать очередной альбом Return to Ommadawn. Эта работа, вышедшая 20 января 2017 года была тепло принята аудиторией, хорошо продавалась и вновь обеспечила Майку высокие места в европейских чартах.
Подбодренный успехом и поддержкой фанатского сообщества Майк Олдфилд заявил в Facebook и в интервью различным изданиям, что взялся за амбициозную цель — сочинить Tubular Bells IV. По его словам, он даже уже сочинил прекрасное интро для новой инструментальной работы. Однако с января 2017 года вплоть до настоящего момента никаких новых подробностей об этом проекте так и не появилось.

## Личная жизнь
С детства Майк Олдфилд не отличался общительностью и находил выход своим эмоциям в музыке. Психологическое нездоровье матери усугубляло склонности Майка. В конце 1960-х Олдфилд короткое время употреблял LSD и оказался на грани помешательства. Чтобы избавиться от природной застенчивости и побороть панические атаки, вызванные употреблением наркотиков, Майк в 1978 году прошёл курс Exegesis.
Майк Олдфилд был трижды женат. Первый брак, описанный в автобиографии Ричарда Брэнсона «Теряя невинность», не продлился долго. Салли Купер, пресс-секретарь «Virgin», стала второй женой Олдфилда — этот брак распался в 1986 году. После этого Майк завел роман с Анитой Хегерланн, который сошёл на нет уже к началу 1990-х. В 2003 году Майк заключил брак с француженкой Фанни Вандекеркхов, которую он встретил во время своего пребывания на Ибице. Однако и эти отношения в конце концов подошли к концу: в 2013 году пара начала бракоразводный процесс.
У Олдфилда семеро детей: трое от Салли Купер — Молли (1979), Дугал (1982) и Люк (1987); двое от Аниты Хегерланн — Грета Мари (род. апрель 1989) и Ноа Дэниэл (1990); двое от Фанни Вандекеркхов — Джейк (2004) и Юджин (январь 2008). 17 мая 2015 года 33-летний Дугал Олдфилд неожиданно умер на рабочем месте от невыявленых причин.

## Дискография

### Sallyangie
- 1969 — Children of the Sun

### Kevin Ayers and The Whole World
- 1970 — Shooting at the Moon
- 1971 — Whatevershebringswesing

### Соло
- 1973 — Tubular Bells
- 1974 — Hergest ridge
- 1975 — Ommadawn
- 1978 — Incantations
- 1979 — Platinum
- 1980 — QE2
- 1982 — Five Miles Out
- 1983 — Crises
- 1984 — Discovery
- 1987 — Islands
- 1989 — Earth Moving
- 1990 — Amarok
- 1991 — Heaven's Open
- 1992 — Tubular Bells II
- 1994 — The Songs of Distant Earth
- 1996 — Voyager
- 1998 — Tubular Bells III
- 1999 — Guitars
- 1999 — The Millennium Bell
- 2002 — Tr3s Lunas
- 2003 — Tubular Bells 2003
- 2005 — Light + Shade
- 2008 — Music of the Spheres
- 2014 — Man on the Rocks
- 2017 — Return to Ommadawn

### Саундтреки
- 1973 The Exorcist
- 1984 The Killing Fields
- 1993 The X Files
- 2014 Metal Gear Solid V: The Phantom Pain

### Live
- 1975 — The Orchestral Tubular Bells
- 1979 — Exposed

### DVD
- 1992 — Tubular Bells II. Концерт в Эдинбурге.
- 1998 — Tubular Bells III
- 2000 — The Millennium Bell
- 2005 — Live At Montreux, 1981
- 2006 — Exposed